# 双光气
双光气（英語：diphosgene），即氯甲酸三氯甲酯，化学式为ClCO2CCl3，是无色具刺激性气味的透明液体。它是有机合成的常用试剂，用作光气的替代品。
双光气是一种窒息性毒剂，性质不稳定，易变为光气，有催泪作用。一战时德军曾用双光气作为化学武器。

## 生产
双光气由紫外线照射氯甲酸甲酯发生自由基氯化得到：
Cl-CO-OCH3 + 3 Cl2 —(hv)→ Cl-CO-OCCl3 + 3 HCl
甲酸甲酯发生自由基氯化也可得到双光气：
H-CO-OCH3 + 4 Cl2 —(hv)→ Cl-CO-OCCl3 + 4 HCl

## 用途
双光气在加热或催化下都会发生分解，生成光气。但光气为气体，双光气为液体，容易使用，因此常用作光气的替代品。它与胺反应生成异氰酸酯，与仲胺反应生成氨基甲酸酯类，与羧酸反应生成酰氯，与甲酰胺反应生成异腈，相当于两分子的光气。
2 RNH2  +  ClCO2CCl3  →  2 RNCO  +  4 HCl
根据条件不同，双光气与α-氨基酸的反应产物可以是氯甲酰基异氰酸酯（OCNCHRCOCl），或N-羧基氨基酸酐。
温度升高时双光气逐渐水解，生成盐酸和二氧化碳，碱的催化使速度加快。
ClCO2CCl3+2 H2O=2 CO2+4 HCl